# Rivas-Vaciamadrid
Rivas-Vaciamadrid é um município da Espanha, na província e comunidade autônoma de Madrid. Tem 67,38 km² de área e em 2021 tinha 92 925 habitantes (densidade: 1 379,1 hab./km²). Limita com os municípios de Madrid, Arganda del Rey, Getafe, Mejorada del Campo, San Fernando de Henares, San Martín de la Vega e Velilla de San Antonio.